# Бакер Машу
Машу Бакер (яп. ベイカー 茉秋; нар. 25 вересня 1994, Йокогама, Префектура Канаґава, Японія) — японський дзюдоїст, олімпійський чемпіон 2016 року, призер чемпіонату світу.

## Виступи на Олімпіадах
| Олімпіада | Дисципліна | Місце |
| --------- | ---------- | ----- |
| Ріо 2016  | До 90 кг   | 1     |